# Понка (Небраска)
Понка (енгл. Ponca) град је у америчкој савезној држави Небраска.

## Демографија
По попису из 2010. године број становника је 961, што је 101 (-9,5%) становника мање него 2000. године.
| Група             | 2000.         | 2010.       |
| Белци             | 1.020 (96,0%) | 924 (96,1%) |
| Афроамериканци    | 0 (0,0%)      | 4 (0,4%)    |
| Азијати           | 0 (0,0%)      | 0 (0,0%)    |
| Хиспаноамериканци | 28 (2,6%)     | 17 (1,8%)   |
| Укупно            | 1.062         | 961         |